# فوهررسونديرزوج
فوهررسونديرزوج ( تترجم حرفيا. Führer's special train قطار الفوهرر الخاص ) كان قطار أدولف هتلر الشخصي. سمي Führersonderzug "Amerika" في عام 1940، وفي وقت لاحق في يناير 1943 ، Führersonderzug "Brandenburg".  كان القطار كمقر حتى حملة البلقان. بعد ذلك، لم يكن القطار يستخدم كمقر الفوهرر الرئيسي، لكن هتلر استمر في السفر عليه طوال الحرب بين برلين وبرشتسجادن وميونيخ ومقار أخرى.

## عام
كان يستخدم في مايو 1940 كمقر محمول للفوهرر. استخدم هتلر وحاشيته هذا القطار لزيارة جبهات ومسارح حرب مختلفة. من أجل السلامة، تم استخدام قطار أمامي وقطار خلفي لمنع أي هجوم محتمل. في عام 1945، 

## مكونات
عناصر الدقيقة للقطار غير معروفة، ولكن تم الكشف عن بعض التفاصيل من خلال معلومات المغادرة "Bln 2009، عندما غادر القطار Anhalter Bahnhof في برلين في 23 يونيو 1941، ووصل إلى وكر الذئب في 24 يونيو 1941 ؛
كانت العناصر الـ 17 الفردية (القاطرات والسيارات) بالترتيب هي: 
- قاطرتان
- سيارة مسطحة من طراز Flakwagen مدرعة مضادة للطائرات مزودة بمدفعين مضادين للطائرات، وغالبًا ما يكون زوج من بطاريات مدفع Flakvierling ، واحدة في نهاية كل سيارة
- سيارة الأمتعة
- Führerwagen ، التي يستخدمها هتلر
- a Befehlswagen (سيارة قيادة) ، بما في ذلك غرفة مؤتمرات ومركز اتصالات
- Begleitkommandowagen، لقوات الأمن المصاحبة
- سيارة طعام
- سيارتين للضيوف
- Badewagen (سيارة استحمام)
- سيارة طعام أخرى
- سيارتين للنوم للموظفين
- a Pressewagen (سيارة الضغط)
- سيارة أمتعة أخرى
- Flakwagen آخر

يشير أوتو ديتريش إلى أنه لم يكن من الضروري استخدام Flakwagen عندما كان هتلر مسافرًا. كان من المقرر أن يتلقى "Pressewagen" ويصدر تقارير صحفية، وليس الصحفيين. 